# Lucía Jiménez
Lucía Jiménez Arranz (Segovia, 21 novembre 1978) è un'attrice spagnola.
Ha esordito con La buena vida di David Trueba ed è diventata molto popolare con la serie Al salir de clase, come molti attori spagnoli della sua generazione.

## Filmografia

### Cinema
- La buena vida, regia di David Trueba (1996)
- El olor del vientre, regia di Beatriz Castro - cortometraggio (1998)
- Una pareja perfecta, regia di Francisco Betriú (1998)
- No se lo digas a nadie, regia di Francisco J. Lombardi (1998)
- Mi abuelo es un animal, regia di Mariano Barroso - cortometraggio (2000)
- El arte de morir, regia di Álvaro Fernández Armero (2000)
- Kasbah, regia di Mariano Barroso (2000)
- Tinta roja, regia di Francisco J. Lombardi (2000)
- Estés donde estés, regia di Nicolás Tapia (2001)
- La caída del imperio, regia di Fernando Merinero (2001)
- Silencio Roto, regia di Montxo Armendáriz (2001)
- Mantis, regia di Kike León - cortometraggio (2002)
- El refugio del mal, regia di Félix Cábez (2002)
- Ilegal, regia di Ignacio Vilar (2003)
- El atraco, regia di Paolo Agazzi (2004)
- Occhi di cristallo, regia di Eros Puglielli (2004)
- Mujeres infieles, regia di Rodrigo Ortuzar (2004)
- Pobre juventud, regia di Miguel Jiménez (2005)
- Los dos lados de la cama, regia di Emilio Martínez Lázaro (2005)
- The Kovak Box, regia di Daniel Monzón (2006)
- Los Borgia, regia di Antonio Hernández (2006)
- Dos (laberinto de espejos), regia di Guillermo Fernández Groizard (2006)
- Café solo o con ellas, regia di Álvaro Díaz Lorenzo (2007)
- El club de los suicidas, regia di Roberto Santiago  (2007)
- Proyecto Dos, regia di Guillermo Fernández Groizard (2008)
- Cosas insignificantes, regia di Andrea Martínez (2008)
- Sangre de Mayo, regia di José Luis Garci (2008)
- Butterflies & Lightning, regia di Katherine Griffin (2008)

## Televisione
- Al salir de clase (1997 - 1999)
- Jugar a matar (2003)
- Hidden Camera (2007)
- La señora (2008)